# Chortolirion tenuifolium
Chortolirion tenuifolium är en grästrädsväxtart som först beskrevs av Adolf Engler, och fick sitt nu gällande namn av Alwin Berger. Chortolirion tenuifolium ingår i släktet Chortolirion och familjen grästrädsväxter. Inga underarter finns listade i Catalogue of Life.